# Bia (mitologia)
Bia (także Przemoc, Siła; gr. Βία Bía, Βίη Bíē, łac. Vis ‘siła’) – w mitologii greckiej bogini i uosobienie siły oraz przemocy.
Uchodziła za córkę tytana Pallasa i Styksu oraz za siostrę Nike, Zelosa i Kratosa. Brała udział w zniewoleniu Prometeusza wraz z Kratosem.